# Montferrier
Pour les articles homonymes, voir Montferrier (homonymie).
Montferrier (Montferrièr en occitan) est une commune française, située dans l'est du département de l'Ariège en région Occitanie. Sur le plan historique et culturel, la commune fait partie du pays d'Olmes, haut lieu de la tragédie cathare alliant des paysages d'une extrême diversité.
Exposée à un climat de montagne, elle est drainée par le Douctouyre, le Touyre, le ruisseau de Saint-Nicolas et par divers autres petits cours d'eau. La commune possède un patrimoine naturel remarquable composé de six zones naturelles d'intérêt écologique, faunistique et floristique.
Montferrier est une commune rurale qui compte 544 habitants en 2022, après avoir connu un pic de population de 1 964 habitants en 1851. Elle fait partie de l'aire d'attraction de Lavelanet. Ses habitants sont appelés les Ferrimontains ou Ferrimontaines.
Le patrimoine architectural de la commune comprend un immeuble protégé au titre des monuments historiques : une croix de carrefour, classée en 1979.

## Géographie

### Localisation
La commune de Montferrier se trouve dans le département de l'Ariège, en région Occitanie.
Commune située dans les Pyrénées sur le Touyre au pied du col de Girabal, elle abrite la station de ski des Monts d'Olmes.
Elle se situe à 17 km à vol d'oiseau de Foix, préfecture du département, à 29 km de Pamiers, sous-préfecture, et à 6 km de Lavelanet, bureau centralisateur du canton du Pays d'Olmes dont dépend la commune depuis 2015 pour les élections départementales.
La commune fait en outre partie du bassin de vie de Lavelanet.
Les communes les plus proches sont : 
Villeneuve-d'Olmes (2,5 km), Nalzen (3,8 km), Montségur (4,2 km), Péreille (4,8 km), Raissac (5,3 km), Roquefixade (5,4 km), Bénaix (5,5 km), Lavelanet (6,1 km).
Sur le plan historique et culturel, Montferrier fait partie du pays d'Olmes, haut lieu de la tragédie cathare alliant des paysages d'une extrême diversité.
Les communes limitrophes sont  Appy, Axiat, Bénaix, Caychax-et-Senconac, Cazenave-Serres-et-Allens, Freychenet, Montségur, Nalzen, Roquefixade et Villeneuve-d'Olmes.
| Nalzen                    | Roquefixade         | Villeneuve-d'Olmes, Bénaix |
| Freychenet                | Montferrier         | Montségur                  |
| Cazenave-Serres-et-Allens | Caychax-et-Senconac | Axiat, Appy                |

### Géologie et relief
La commune est située dans les Pyrénées, une chaîne montagneuse jeune, érigée durant l'ère tertiaire (il y a 40 millions d'années environ), en même temps que les Alpes. Les terrains affleurants sur le territoire communal sont constitués de roches pour partie sédimentaires et pour partie métamorphiques datant pour certaines du Mésozoïque, anciennement appelé Ère secondaire, qui s'étend de −252,2 à −66,0 Ma, et pour d'autres du Paléozoïque, une ère géologique qui s'étend de −541 à −252,2 Ma. La structure détaillée des couches affleurantes est décrite dans les feuilles « n°1075 - Foix » et « n°1076 - Lavelanet » de la carte géologique harmonisée au 1/50 000ème du département de l'Ariège, et leurs notices associées,.
La superficie cadastrale de la commune publiée par l’Insee, qui sert de références dans toutes les statistiques, est de 51,79 km2,. La superficie géographique, issue de la BD Topo, composante du Référentiel à grande échelle produit par l'IGN, est quant à elle de 52,11 km2. Son relief est particulièrement escarpé puisque la dénivelée maximale atteint 1 795 mètres. L'altitude du territoire varie entre 548 m et 2 343 m.

### Hydrographie

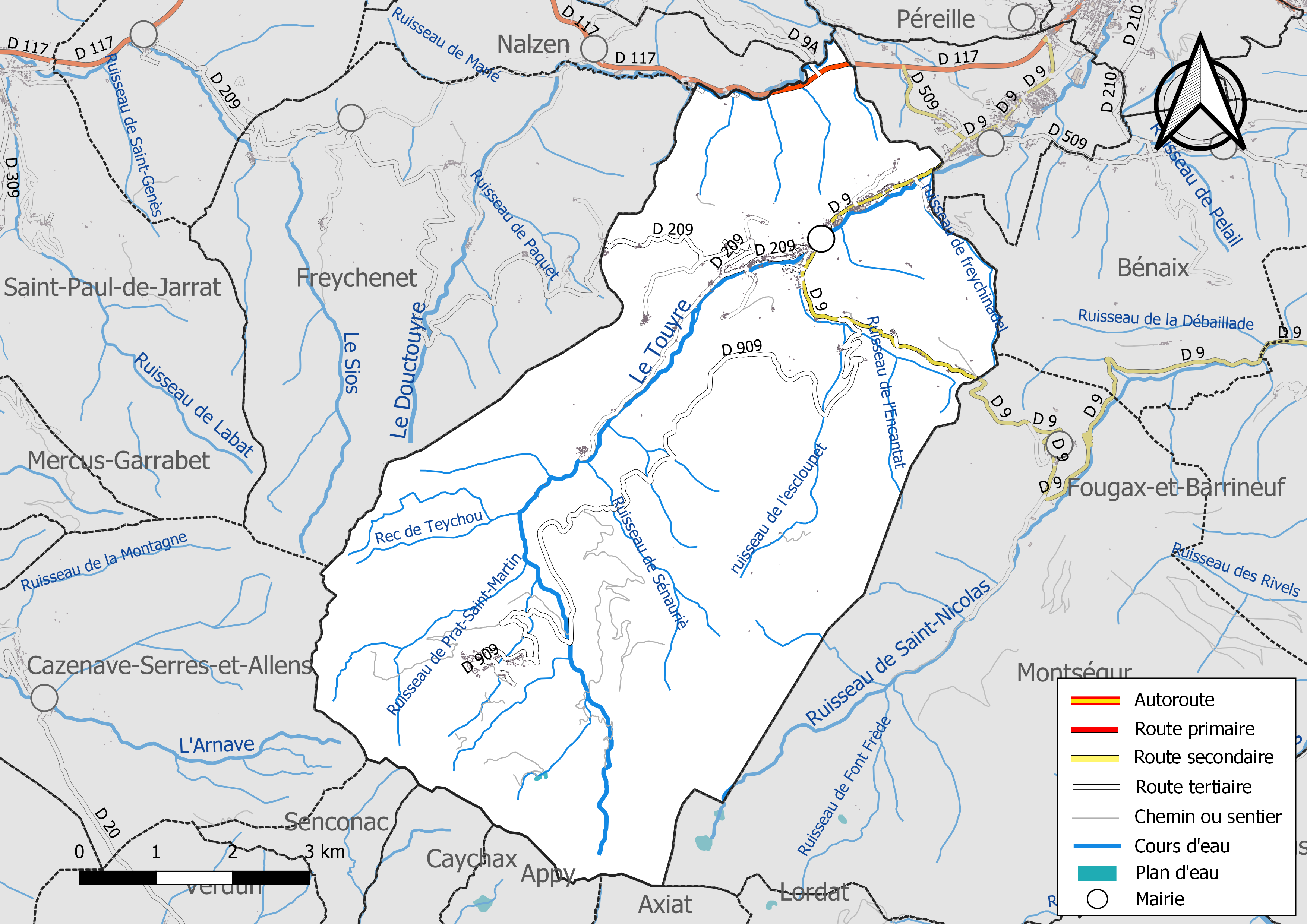
Réseaux hydrographique et routier de Montferrier.

La commune est dans le bassin versant de la Garonne, au sein du bassin hydrographique Adour-Garonne. Elle est drainée par le Douctouyre, le Touyre, le ruisseau de Saint-Nicolas, un bras du Touyre, Rec de Teychou, le ruisseau de Barthe Folle, le ruisseau de Cachalet, le ruisseau de freychinadel, le ruisseau de la Gouinelle, le ruisseau de la Pradeille, le ruisseau de Las Mouilleros, le ruisseau de l'Encantat, le ruisseau de l'escloupet, le ruisseau de Pégacet, et par divers petits cours d'eau, constituant un réseau hydrographique de 59 km de longueur totale,.
Le Douctouyre, d'une longueur totale de 42,08 km, prend sa source dans la commune de Freychenet et s'écoule du sud vers le nord. Il traverse la commune et se jette dans l'Hers-Vif à Vals, après avoir traversé 16 communes.
Le Touyre, d'une longueur totale de 39,2 km, prend sa source dans la commune de Montferrier et s'écoule du sud vers le nord. Il traverse la commune et se jette dans l'Hers-Vif à Lagarde, après avoir traversé 10 communes.
Le ruisseau de Saint-Nicolas, d'une longueur totale de 13,6 km, prend sa source dans la commune de Montségur et s'écoule du sud-ouest vers le nord-est. Il traverse la commune et se jette dans l'Hers-Vif à Fougax-et-Barrineuf, après avoir traversé 4 communes.

### Climat
Pour des articles plus généraux, voir Climat de l'Occitanie et Climat de l'Ariège.
En 2010, le climat de la commune est de type climat des marges montargnardes, selon une étude du Centre national de la recherche scientifique s'appuyant sur une série de données couvrant la période 1971-2000. En 2020, Météo-France publie une typologie des climats de la France métropolitaine dans laquelle la commune est exposée à un climat de montagne ou de marges de montagne et est dans la région climatique Pyrénées centrales, caractérisée par une pluviométrie annuelle de 1 000 à 1 200 mm.
Pour la période 1971-2000, la température annuelle moyenne est de 10,5 °C, avec une amplitude thermique annuelle de 14,9 °C. Le cumul annuel moyen de précipitations est de 1 108 mm, avec 10,8 jours de précipitations en janvier et 7,3 jours en juillet. Pour la période 1991-2020, la température moyenne annuelle observée sur la station météorologique installée sur la commune est de 11,2 °C et le cumul annuel moyen de précipitations est de 1 438,0 mm,. Pour l'avenir, les paramètres climatiques de la commune estimés pour 2050 selon différents scénarios d'émission de gaz à effet de serre sont consultables sur un site dédié publié par Météo-France en novembre 2022.
| Mois                                  | jan.           | fév.           | mars          | avril         | mai           | juin          | jui.        | août          | sep.          | oct.        | nov.            | déc.           | année    |
| ------------------------------------- | -------------- | -------------- | ------------- | ------------- | ------------- | ------------- | ----------- | ------------- | ------------- | ----------- | --------------- | -------------- | -------- |
| Température minimale moyenne (°C)     | 0              | 0              | 2,2           | 4,4           | 7,9           | 11,5          | 13,4        | 13,3          | 10,3          | 7,2         | 2,9             | 0,7            | 6,1      |
| Température moyenne (°C)              | 4,5            | 4,7            | 7,4           | 9,6           | 13            | 16,6          | 18,7        | 18,8          | 15,5          | 12,3        | 7,5             | 5,2            | 11,2     |
| Température maximale moyenne (°C)     | 9              | 9,4            | 12,6          | 14,8          | 18            | 21,7          | 24          | 24,2          | 20,7          | 17,4        | 12,1            | 9,7            | 16,1     |
| Record de froid (°C) date du record   | −11,5 19.01.17 | −14,5 09.02.12 | −15 01.03.05  | −3,5 10.04.05 | −1 09.05.04   | 3,5 12.06.19  | 5 21.07.01  | 5 30.08.1998  | 1,5 25.09.02  | −4 25.10.03 | −9,5 22.11.1998 | −11,5 25.12.01 | −15 2005 |
| Record de chaleur (°C) date du record | 22 29.01.02    | 24 27.02.19    | 25,5 24.03.01 | 28 09.04.11   | 31,5 13.05.15 | 34,5 29.06.19 | 38 03.07.15 | 35,5 01.08.04 | 30,5 03.09.16 | 30 07.10.09 | 24,5 17.11.09   | 21 07.12.00    | 38 2015  |
| Précipitations (mm)                   | 140,4          | 120,8          | 107,3         | 142,6         | 140,3         | 104           | 94,8        | 89,5          | 110,2         | 108,3       | 153,4           | 126,4          | 1 438    |

| Diagramme climatique                                  |           |              |              |            |             |            |              |               |              |              |             |
| J                                                     | F         | M            | A            | M          | J           | J          | A            | S             | O            | N            | D           |
| 90140,4                                               | 9,40120,8 | 12,62,2107,3 | 14,84,4142,6 | 187,9140,3 | 21,711,5104 | 2413,494,8 | 24,213,389,5 | 20,710,3110,2 | 17,47,2108,3 | 12,12,9153,4 | 9,70,7126,4 |
| Moyennes : • Temp. maxi et mini °C • Précipitation mm |           |              |              |            |             |            |              |               |              |              |             |

### Milieux naturels et biodiversité
L’inventaire des zones naturelles d'intérêt écologique, faunistique et floristique (ZNIEFF) a pour objectif de réaliser une couverture des zones les plus intéressantes sur le plan écologique, essentiellement dans la perspective d’améliorer la connaissance du patrimoine naturel national et de fournir aux différents décideurs un outil d’aide à la prise en compte de l’environnement dans l’aménagement du territoire.
Quatre ZNIEFF de type 1 sont recensées sur la commune :
- « le Plantaurel entre Foix et Lavelanet » (11 312 ha), couvrant 26 communes du département[27] ;
- le « massif de Tabe - Saint-Barthélemy » (15 185 ha), couvrant 20 communes du département[28] ;
- les « montagnes de Belesta, de la Frau, de l'Ordat et de Prades » (14 014 ha), couvrant 32 communes dont 28 dans l'Ariège et 4 dans l'Aude[29] ;
- le « réseau hydrographique du Touyre entre Montferrier et Léran » (64 ha), couvrant 10 communes du département[30] ;

et deux ZNIEFF de type 2, : 
- « le Plantaurel » (42 116 ha), couvrant 72 communes dont 68 dans l'Ariège, 2 dans l'Aude et 2 dans la Haute-Garonne[31] ;
- les « montagnes d'Olmes » (31 924 ha), couvrant 33 communes dont 31 dans l'Ariège et 2 dans l'Aude[32].

Carte des ZNIEFF de type 1 et 2 à Montferrier.
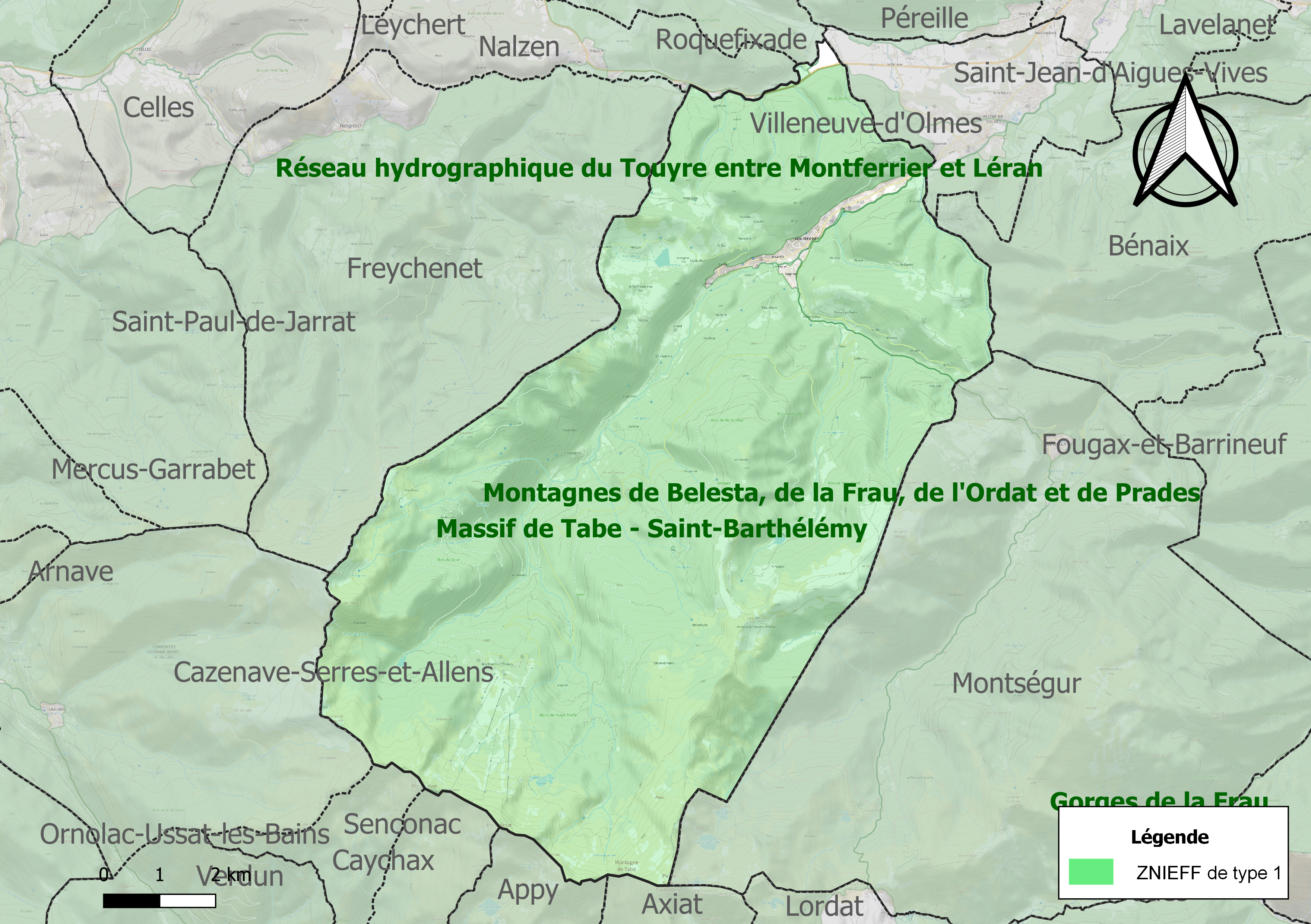
Carte des ZNIEFF de type 1 sur la commune.
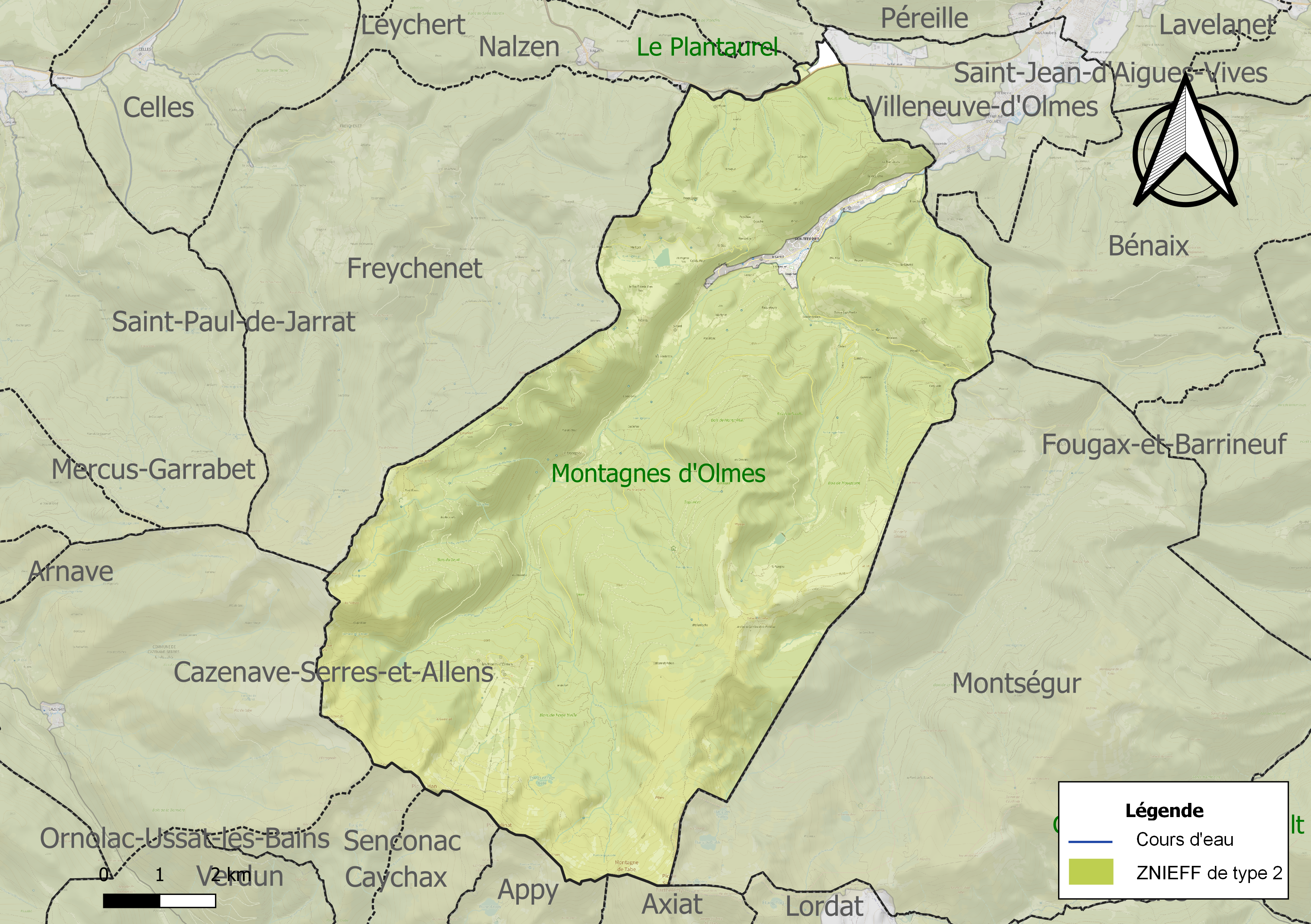
Carte des ZNIEFF de type 2 sur la commune.

## Urbanisme

### Typologie
Au 1er janvier 2024, Montferrier est catégorisée commune rurale à habitat dispersé, selon la nouvelle grille communale de densité à 7 niveaux définie par l'Insee en 2022.
Elle est située hors unité urbaine. Par ailleurs la commune fait partie de l'aire d'attraction de Lavelanet, dont elle est une commune de la couronne,. Cette aire, qui regroupe 28 communes, est catégorisée dans les aires de moins de 50 000 habitants,.

### Occupation des sols

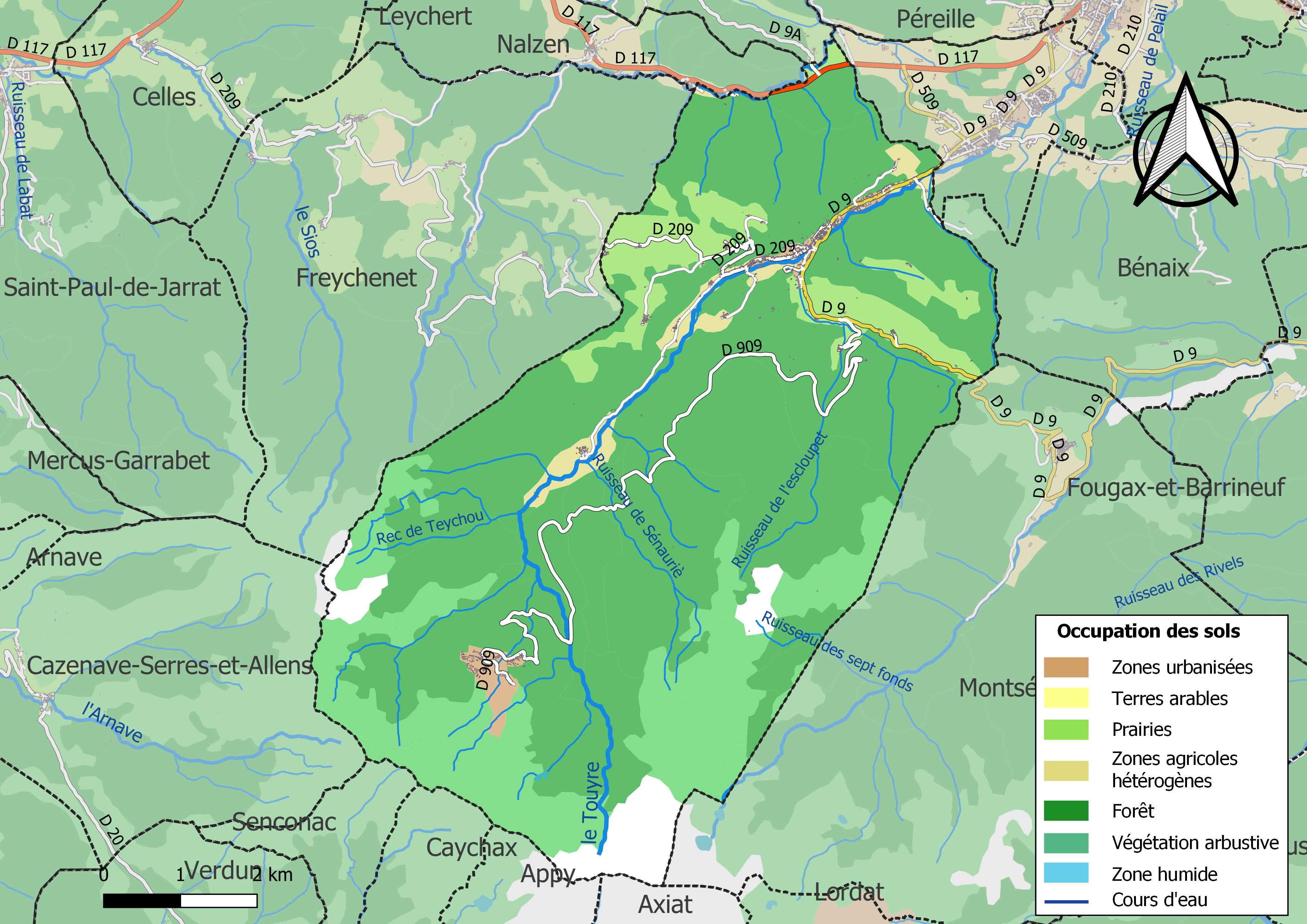
Carte des infrastructures et de l'occupation des sols de la commune en 2018 (CLC).

L'occupation des sols de la commune, telle qu'elle ressort de la base de données européenne d’occupation biophysique des sols Corine Land Cover (CLC), est marquée par l'importance des forêts et milieux semi-naturels (91,3 % en 2018), en augmentation par rapport à 1990 (89,1 %). La répartition détaillée en 2018 est la suivante : 
forêts (67,9 %), milieux à végétation arbustive et/ou herbacée (21,6 %), prairies (4,7 %), zones agricoles hétérogènes (2 %), espaces ouverts, sans ou avec peu de végétation (1,8 %), zones urbanisées (1,1 %), espaces verts artificialisés, non agricoles (0,9 %). L'évolution de l’occupation des sols de la commune et de ses infrastructures peut être observée sur les différentes représentations cartographiques du territoire : la carte de Cassini (XVIIIe siècle), la carte d'état-major (1820-1866) et les cartes ou photos aériennes de l'IGN pour la période actuelle (1950 à aujourd'hui).

### Habitat et logement
En 2018, le nombre total de logements dans la commune était de 953, alors qu'il était de 955 en 2013 et de 942 en 2008.
Parmi ces logements, 28 % étaient des résidences principales, 62,9 % des résidences secondaires et 9,1 % des logements vacants. Ces logements étaient pour 61,5 % d'entre eux des maisons individuelles et pour 37,7 % des appartements.
Le tableau ci-dessous présente la typologie des logements à Montferrier en 2018 en comparaison avec celle de l'Ariège et de la France entière. Une caractéristique marquante du parc de logements est ainsi une proportion de résidences secondaires et logements occasionnels (62,9 %) supérieure à celle du département (24,6 %) et à celle de la France entière (9,7 %). Concernant le statut d'occupation de ces logements, 79,8 % des habitants de la commune sont propriétaires de leur logement (82 % en 2013), contre 66,3 % pour l'Ariège et 57,5 % pour la France entière.
| Typologie                                               | Montferrier | Ariège | France entière |
| ------------------------------------------------------- | ----------- | ------ | -------------- |
| Résidences principales (en %)                           | 28          | 65,7   | 82,1           |
| Résidences secondaires et logements occasionnels (en %) | 62,9        | 24,6   | 9,7            |
| Logements vacants (en %)                                | 9,1         | 9,7    | 8,2            |

### Risques majeurs
Le territoire de la commune de Montferrier est vulnérable à différents aléas naturels : inondations, climatiques (grand froid ou canicule), feux de forêts, mouvements de terrains, avalanche  et séisme (sismicité modérée). Il est également exposé à un risque technologique,  le transport de matières dangereuses, et à un risque particulier, le risque radon,.

#### Risques naturels

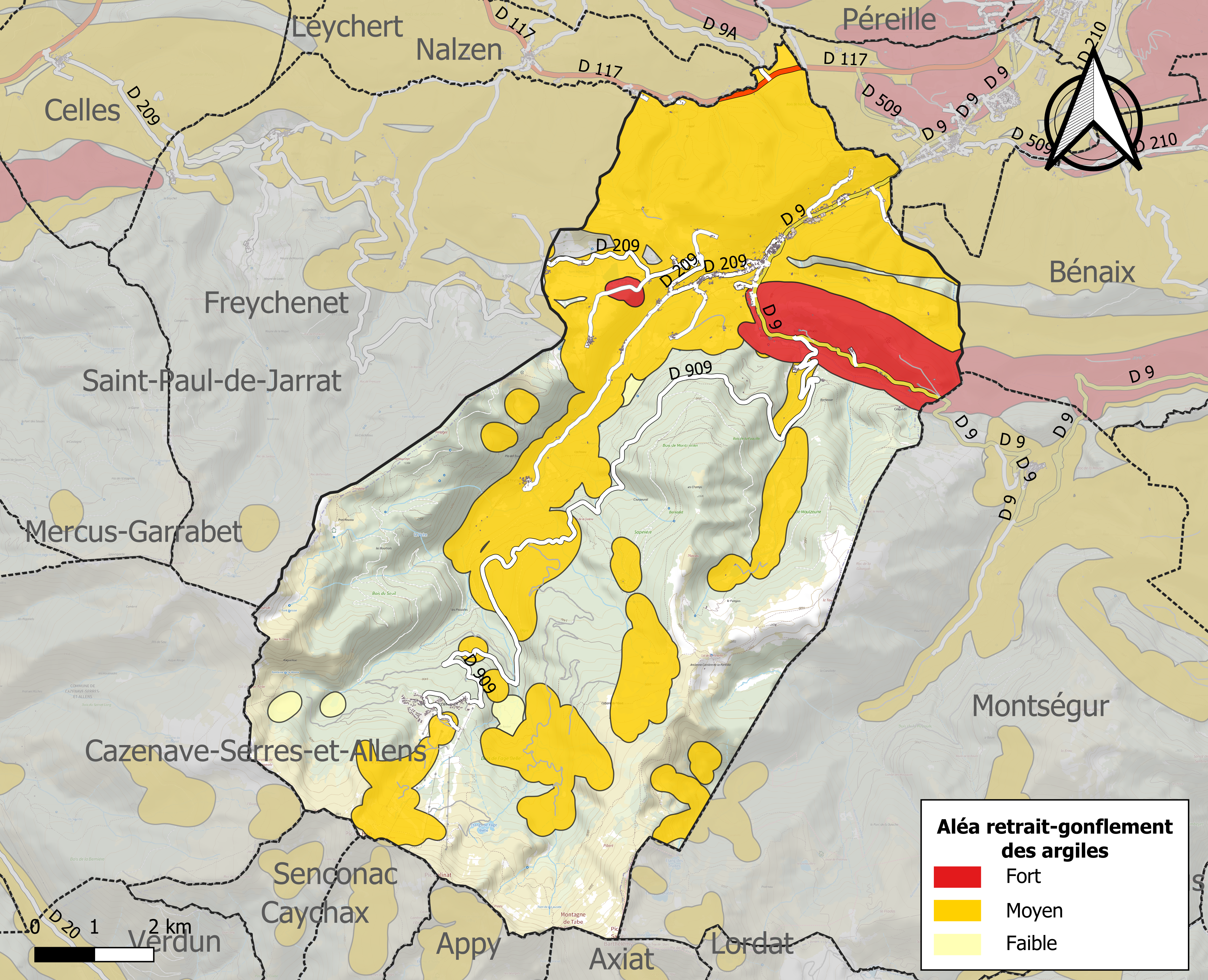
Zonage de l'aléa retrait-gonflement des argiles sur la commune de Montferrier.

Certaines parties du territoire communal sont susceptibles d’être affectées par le risque d’inondation par débordement, crue torrentielle d'un cours d'eau, le Touyre, ou ruissellement d'un versant. L’épisode de crue le plus marquant dans le département reste sans doute celui de 1875. Parmi les inondations marquantes plus récentes concernant le Touyre figurent les crues de 1992.
Les mouvements de terrains susceptibles de se produire sur la commune sont soit des chutes de blocs, soit des glissements de terrains, soit des effondrements liés à des cavités souterraines, soit des mouvements liés au retrait-gonflement des argiles. Près de 50 % de la superficie du département est concernée par l'aléa retrait-gonflement des argiles, dont la commune de Montferrier. L'inventaire national des cavités souterraines permet par ailleurs de localiser celles situées sur la commune.
La commune est exposée au risque d'avalanche lié notamment à la pratique du ski compte tenu d’une fréquentation hivernale croissante. Un plan d’Intervention et de déclenchement des avalanches (PIDA) a en particulier été élaboré.
Ces risques naturels sont pris en compte dans l'aménagement du territoire de la commune par le biais d'un plan de prévention des risques (PPR) inondation, mouvement de terrain et avalanche approuvé le 21 juillet 2005.

#### Risques technologiques
Le risque de transport de matières dangereuses par une infrastructure routière ou ferroviaire ou par une canalisation de transport de gaz concerne la commune. Un accident se produisant sur une telle infrastructure est en effet susceptible d’avoir des effets graves au bâti ou aux personnes jusqu’à 350 m, selon la nature du matériau transporté. Des dispositions d’urbanisme peuvent être préconisées en conséquence.

#### Risque particulier
Dans plusieurs parties du territoire national, le radon, accumulé dans certains logements ou autres locaux, peut constituer une source significative d’exposition de la population aux rayonnements ionisants. Toutes les communes du département sont concernées par le risque radon à un niveau plus ou moins élevé. Selon la classification de 2018, la commune de Montferrier est classée en zone 3, à savoir zone à potentiel radon significatif.

## Histoire
Jusqu'en 1969, du talc est extrait sur les pentes au col de la porteille et au Fangas sur la commune aux XIXe et XXe siècles, il est traité au bourg dans une usine créée en 1896.
Initiée par l'industriel André Roudière (1922-2010), la station de sports d'hiver des Monts-d'Olmes est ouverte en février 1968 sur le territoire communal.

## Politique et administration

### Découpage territorial
La commune de Montferrier est membre de la communauté de communes du Pays d'Olmes, un établissement public de coopération intercommunale (EPCI) à fiscalité propre créé le 26 décembre 1995 dont le siège est à Lavelanet. Ce dernier est par ailleurs membre d'autres groupements intercommunaux.
Sur le plan administratif, elle est rattachée à l'arrondissement de Pamiers, au département de l'Ariège, en tant que circonscription administrative de l'État, et à la région Occitanie.
Sur le plan électoral, elle dépend du canton du Pays d'Olmes pour l'élection des conseillers départementaux, depuis le redécoupage cantonal de 2014 entré en vigueur en 2015, et de la première circonscription de l'Ariège  pour les élections législatives, depuis le redécoupage électoral de 1986.

### Liste des maires
| Période                                  | Période  | Identité          | Étiquette | Qualité |
| ---------------------------------------- | -------- | ----------------- | --------- | ------- |
| 2001                                     | 2014     | Christian Laffont |           |         |
| Avril 2014                               | En cours | Fréderic Laffont  | PS        | Employé |
| Les données manquantes sont à compléter. |          |                   |           |         |

## Démographie
| 1793  | 1800  | 1806  | 1821  | 1831  | 1836  | 1841  | 1846  | 1851  |
| ----- | ----- | ----- | ----- | ----- | ----- | ----- | ----- | ----- |
| 1 178 | 1 506 | 1 505 | 1 697 | 1 751 | 1 894 | 1 914 | 1 951 | 1 964 |

| 1856  | 1861  | 1866  | 1872  | 1876  | 1881  | 1886  | 1891  | 1896  |
| ----- | ----- | ----- | ----- | ----- | ----- | ----- | ----- | ----- |
| 1 835 | 1 847 | 1 802 | 1 673 | 1 560 | 1 532 | 1 485 | 1 517 | 1 513 |

| 1901  | 1906  | 1911  | 1921  | 1926 | 1931 | 1936 | 1946 | 1954 |
| ----- | ----- | ----- | ----- | ---- | ---- | ---- | ---- | ---- |
| 1 246 | 1 220 | 1 237 | 1 016 | 980  | 905  | 860  | 769  | 844  |

| 1962 | 1968 | 1975 | 1982 | 1990 | 1999 | 2005 | 2006 | 2010 |
| ---- | ---- | ---- | ---- | ---- | ---- | ---- | ---- | ---- |
| 812  | 742  | 735  | 733  | 748  | 664  | 649  | 652  | 638  |

| 2015 | 2020 | 2022 | - | - | - | - | - | - |
| ---- | ---- | ---- | - | - | - | - | - | - |
| 508  | 553  | 544  | - | - | - | - | - | - |

## Économie

### Revenus
En 2018, la commune compte 282 ménages fiscaux, regroupant 557 personnes. La médiane du revenu disponible par unité de consommation est de 18 390 € (19 820 € dans le département).

### Emploi
| Division       | 2008  | 2013   | 2018   |
| -------------- | ----- | ------ | ------ |
| Commune        | 9,7 % | 15,8 % | 13,3 % |
| Département    | 8,9 % | 11,1 % | 11,2 % |
| France entière | 8,3 % | 10 %   | 10 %   |

En 2018, la population âgée de 15 à 64 ans s'élève à 267 personnes, parmi lesquelles on compte 73,9 % d'actifs (60,6 % ayant un emploi et 13,3 % de chômeurs) et 26,1 % d'inactifs,. Depuis 2008, le taux de chômage communal (au sens du recensement) des 15-64 ans est supérieur à celui de la France et du département.
La commune fait partie de la couronne de l'aire d'attraction de Lavelanet, du fait qu'au moins 15 % des actifs travaillent dans le pôle,. Elle compte 157 emplois en 2018, contre 188 en 2013 et 244 en 2008. Le nombre d'actifs ayant un emploi résidant dans la commune est de 166, soit un indicateur de concentration d'emploi de 94,5 % et un taux d'activité parmi les 15 ans ou plus de 44,3 %.
Sur ces 166 actifs de 15 ans ou plus ayant un emploi, 51 travaillent dans la commune, soit 31 % des habitants. Pour se rendre au travail, 79,8 % des habitants utilisent un véhicule personnel ou de fonction à quatre roues, 2,8 % les transports en commun, 13,5 % s'y rendent en deux-roues, à vélo ou à pied et 3,9 % n'ont pas besoin de transport (travail au domicile).

### Activités hors agriculture
83 établissements sont implantés  à Montferrier au 31 décembre 2019. Le tableau ci-dessous en détaille le nombre par secteur d'activité et compare les ratios avec ceux du département,.
| Secteur d'activité                                                                                        | Commune | Commune | Département |
| Secteur d'activité                                                                                        | Nombre  | %       | %           |
| --- | ------- | ------- | ----------- |
| Ensemble                                                                                                  | 83      | 100 %   | (100 %)     |
| Industrie manufacturière, industries extractives et autres                                                | 14      | 16,9 %  | (12,9 %)    |
| Construction                                                                                              | 5       | 6 %     | (14,2 %)    |
| Commerce de gros et de détail, transports, hébergement et restauration                                    | 27      | 32,5 %  | (27,5 %)    |
| Information et communication                                                                              | 1       | 1,2 %   | (1,8 %)     |
| Activités financières et d'assurance                                                                      | 2       | 2,4 %   | (2,8 %)     |
| Activités immobilières                                                                                    | 5       | 6 %     | (4,2 %)     |
| Activités spécialisées, scientifiques et techniques et activités de services administratifs et de soutien | 6       | 7,2 %   | (13,2 %)    |
| Administration publique, enseignement, santé humaine et action sociale                                    | 15      | 18,1 %  | (14,4 %)    |
| Autres activités de services                                                                              | 8       | 9,6 %   | (8,8 %)     |

Le secteur du commerce de gros et de détail, des transports, de l'hébergement et de la restauration est prépondérant sur la commune puisqu'il représente 32,5 % du nombre total d'établissements de la commune (27 sur les 83 entreprises implantées  à Montferrier), contre 27,5 % au niveau départemental.
Les trois entreprises ayant leur siège social sur le territoire communal qui génèrent le plus de chiffre d'affaires en 2020 sont : 
- Varelha, restauration traditionnelle (104 k€)
- La Noria, hébergement touristique et autre hébergement de courte durée (69 k€)
- Les Forges de Gaynes, production d'électricité (65 k€)
- Station de ski des Monts d'Olmes.
- L'activité textile qui a fait la renommée du territoire du pays d'Olmes et qui s'est notamment développée à Montferrier a aujourd'hui disparu, depuis la fermeture des deux principales usines de la commune, SAB dans les années 2000, et Sotap-Carol dans les années 2010.
- En 2010 a été créée une pisciculture bio qui approvisionne plusieurs marchés et restaurants. Lac de pêche ouvert au public.
- La maison de la montagne, épicerie multiservices.

### Agriculture
La commune fait partie de la petite région agricole dénommée « Région pyrénéenne ». En 2010, l'orientation technico-économique de l'agriculture  sur la commune est l'élevage d'ovins et de caprins.
|                                   | 1988 | 2000 | 2010 |
| --------------------------------- | ---- | ---- | ---- |
| Exploitations                     | 19   | 11   | 13   |
| Superficie agricole utilisée (ha) | 870  | 947  | 940  |

Le nombre d'exploitations agricoles en activité et ayant leur siège dans la commune est passé de 19 lors du recensement agricole de 1988 à 11 en 2000 puis à 13 en 2010, soit une baisse de 32 % en 22 ans. Le même mouvement est observé à l'échelle du département qui a perdu pendant cette période 48 % de ses exploitations. La surface agricole utilisée sur la commune a quant à elle augmenté, passant de 870 ha en 1988 à 940 ha en 2010. Parallèlement la surface agricole utilisée moyenne par exploitation a augmenté, passant de 46 à 72 ha.

## Culture locale et patrimoine

### Lieux et monuments
- La Peyregade, hameau à 980 mètres d'altitude, sur les rives du Touyre, offrant une architecture typique de la montagne ariégeoise et du Pays d'Olmes, porche, cascades, fontaines.
- Église Saint-Barthélemy.
- Étang de Moulzoune, dû à un barrage pour l'alevinage de saumons atlantique.
- Chapelle Notre-Dame-des-Neiges des Monts d'Olmes[58],[59].
- Le monument aux morts, surmonté de la statue du Poilu au repos, réalisée par Étienne Camus.
- L'ancienne carrière de talc.
- Col de la Lauze (948 m) sur la RD 209, en limite de la commune et de Freychenet.
- Réservoir de réalimentation du Touyre à Estagnas[60].

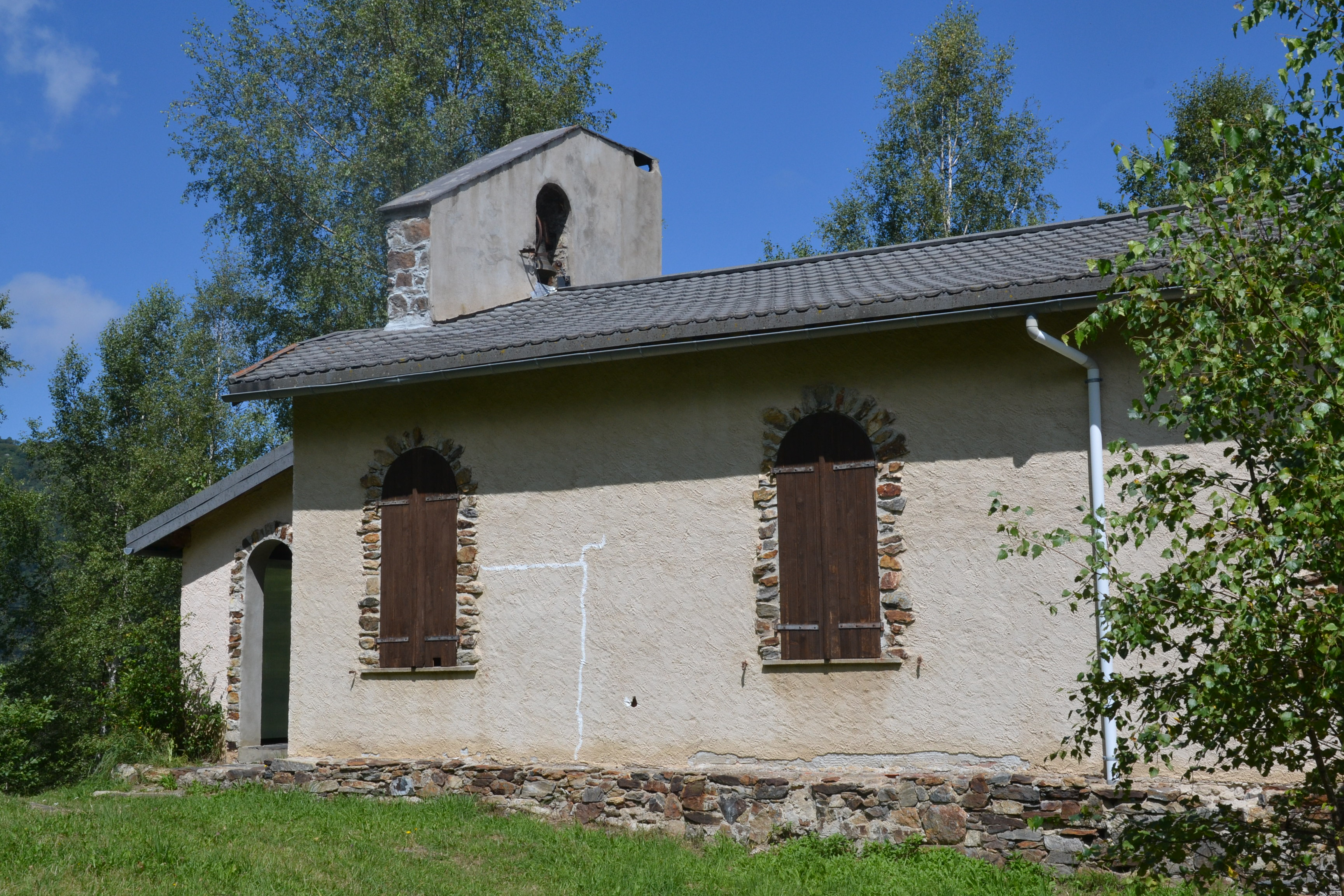
Chapelle Notre-Dame-des-Neiges des Monts d'Olmes.
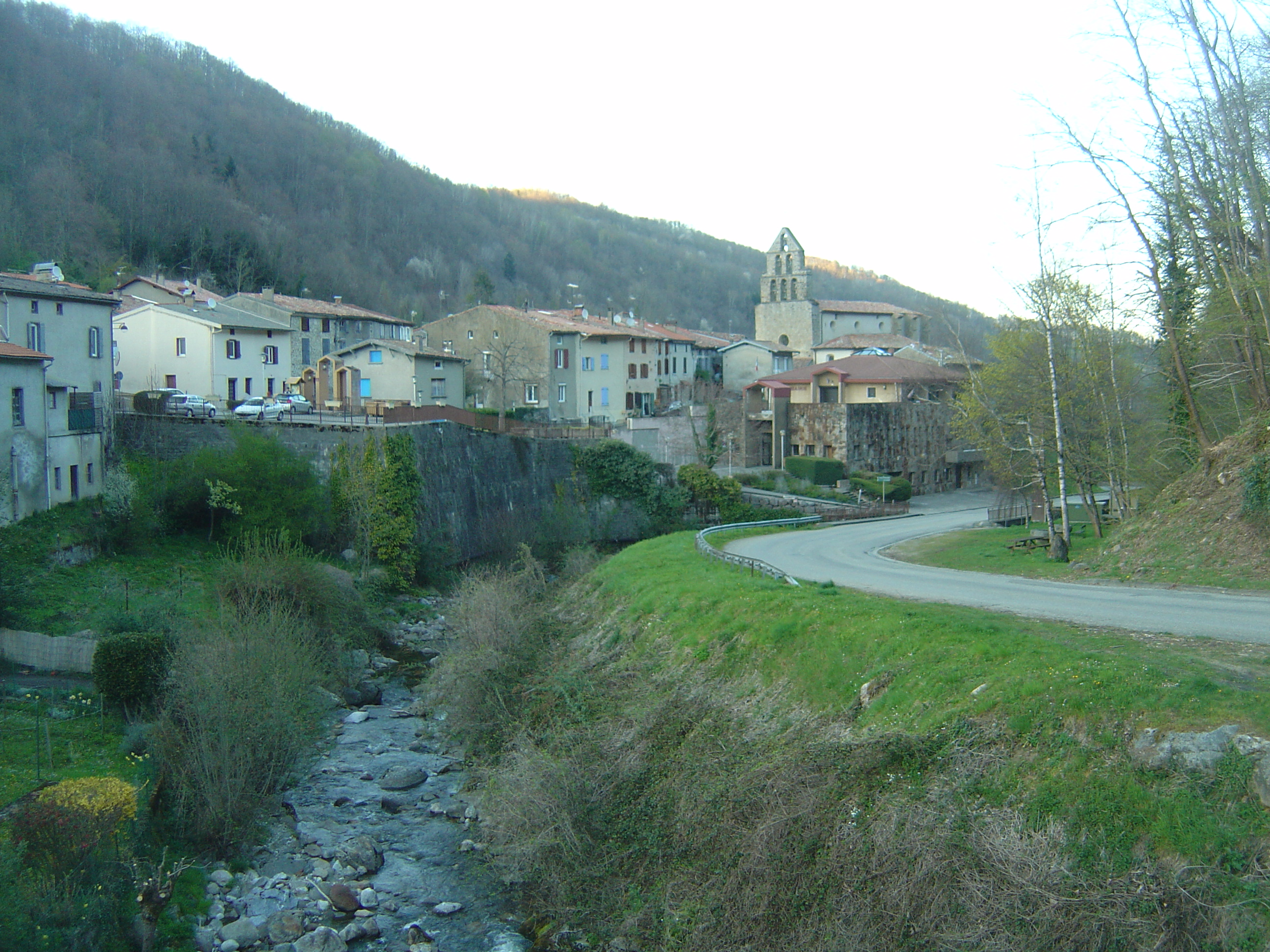
Village et église.
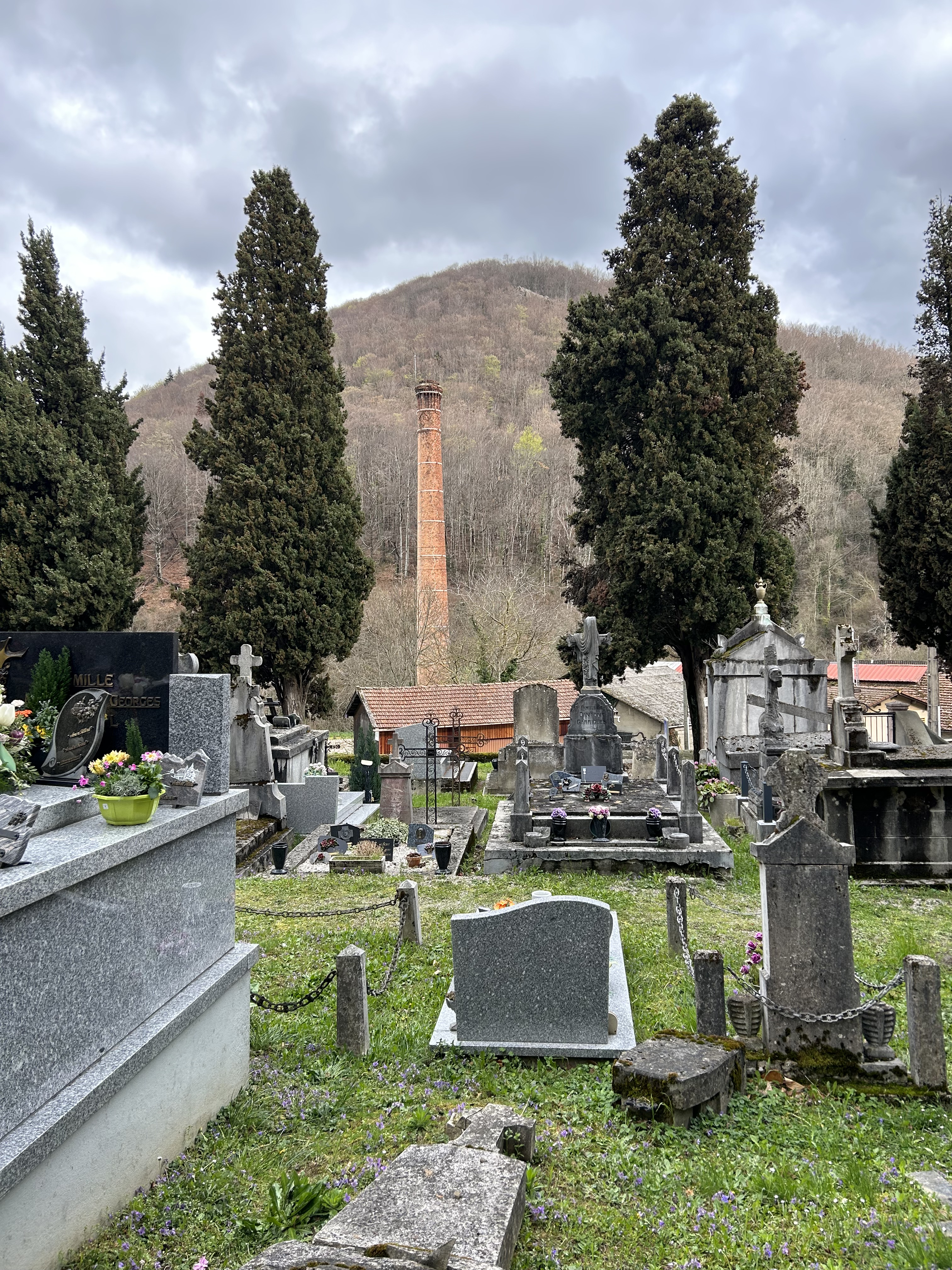
Cheminée d'usine et cimetière.
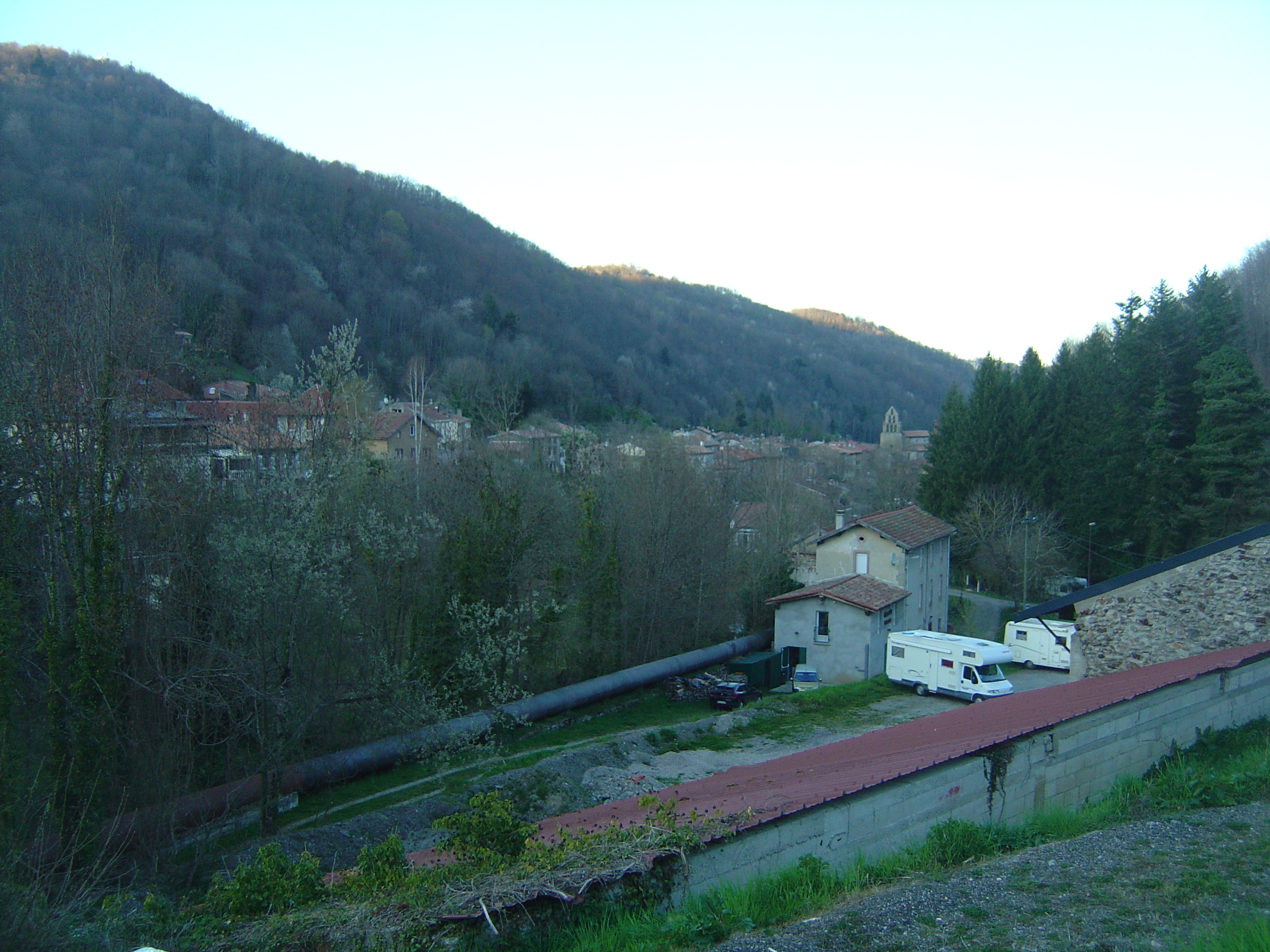
Montferrier.
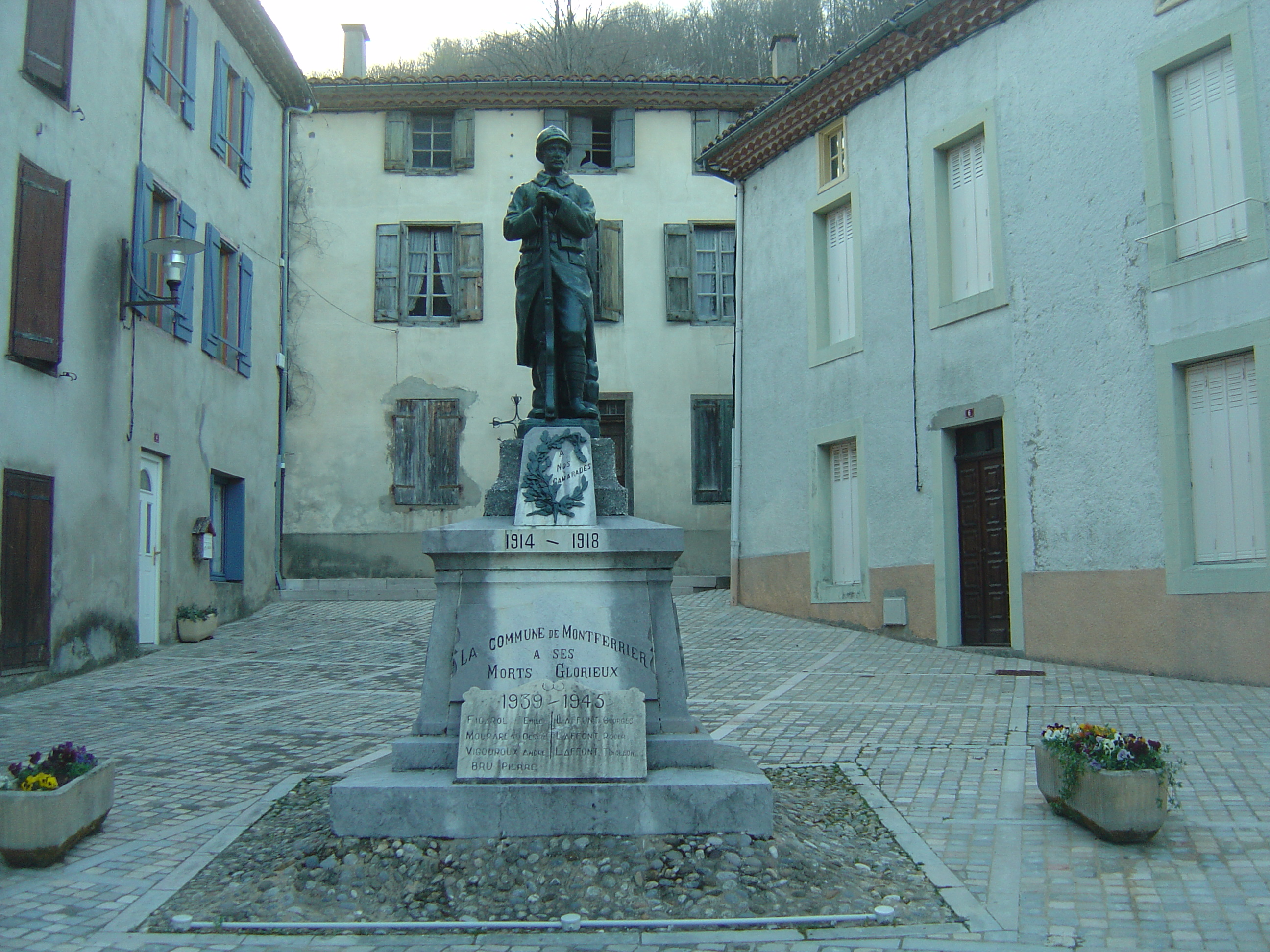
Monument aux morts des deux guerres mondiales.
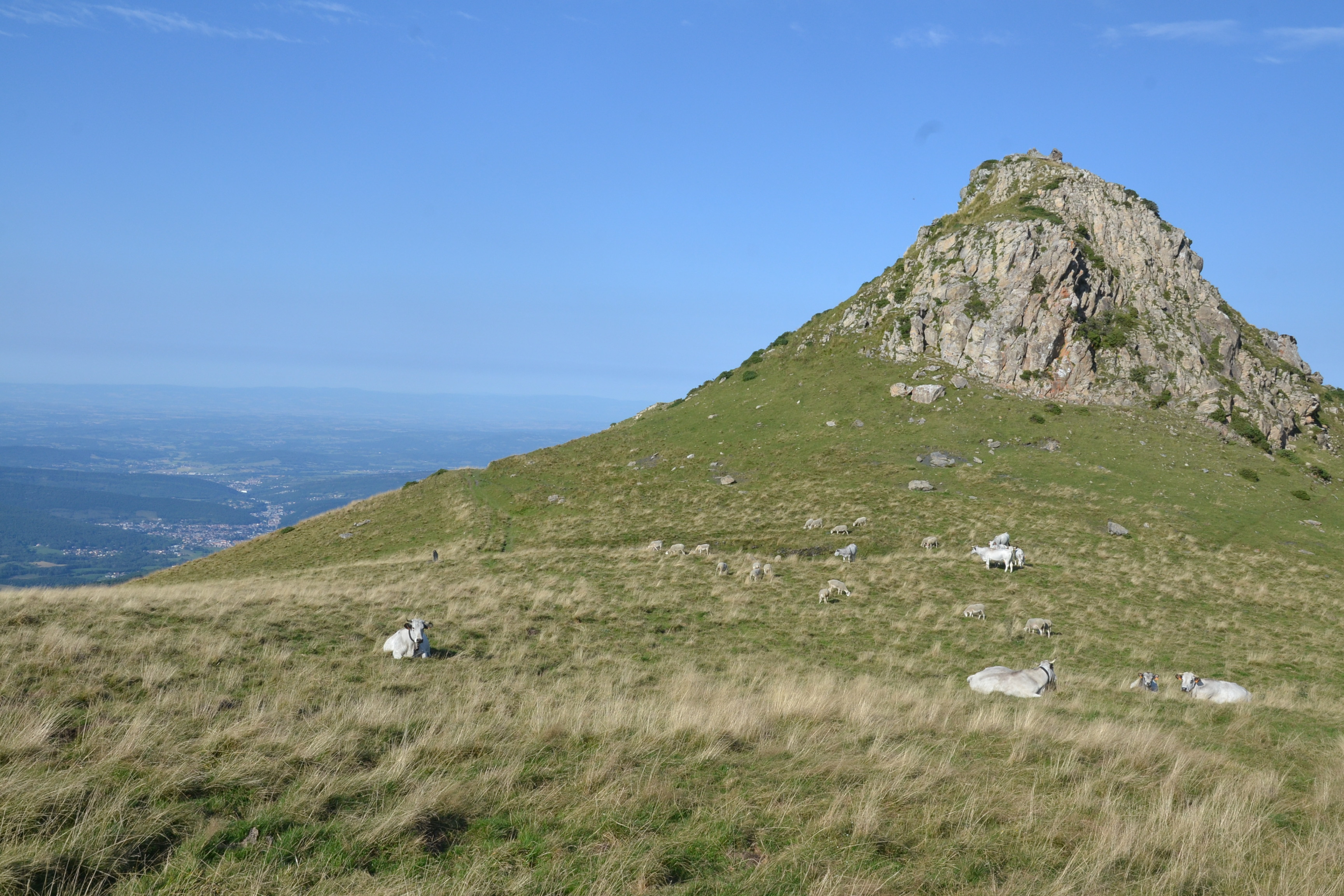
Gasconnes à la jasse du Taulat.
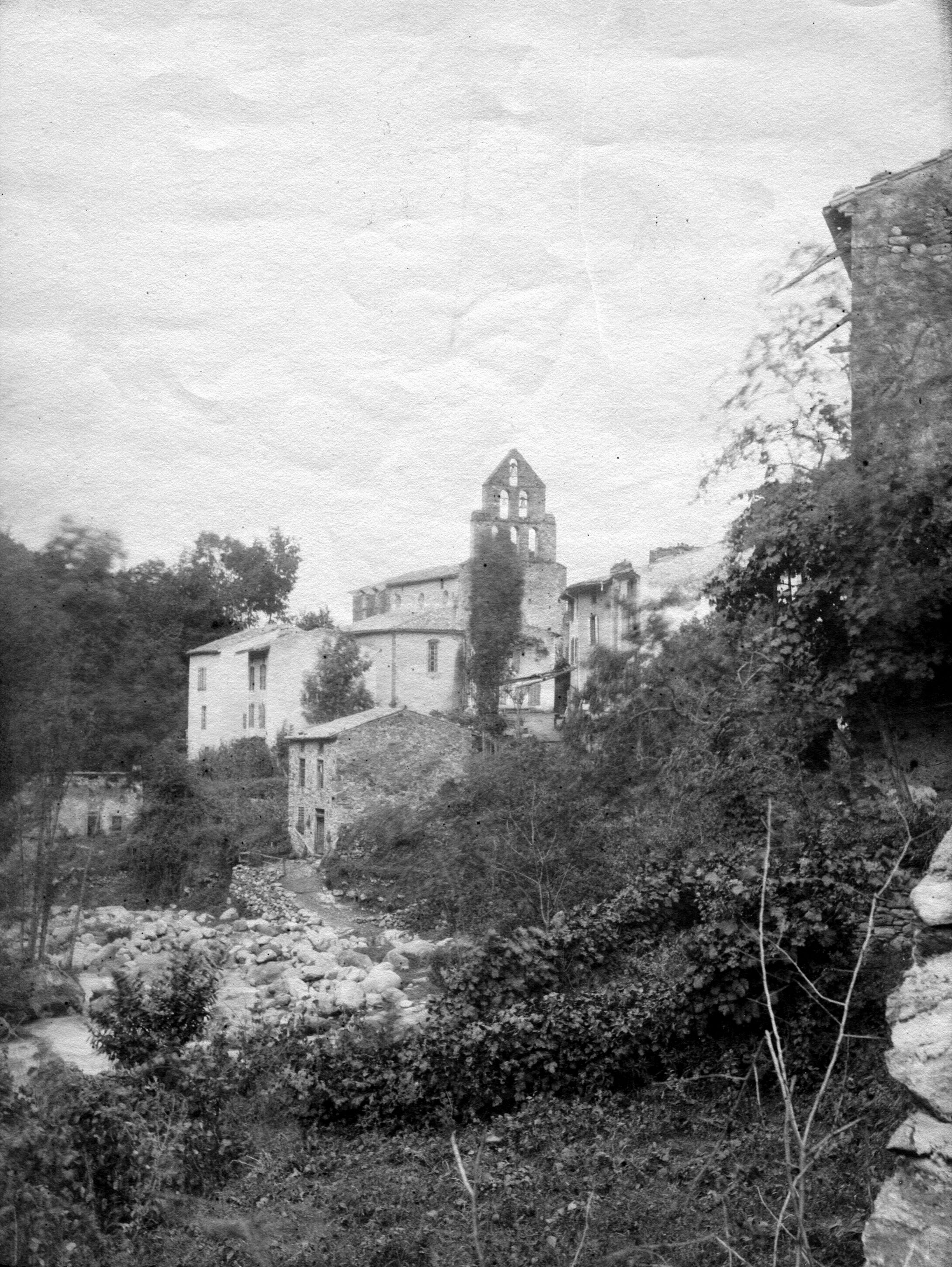
Fonds Eugène Trutat - Photographie ancienne. Montferrier en 1882.
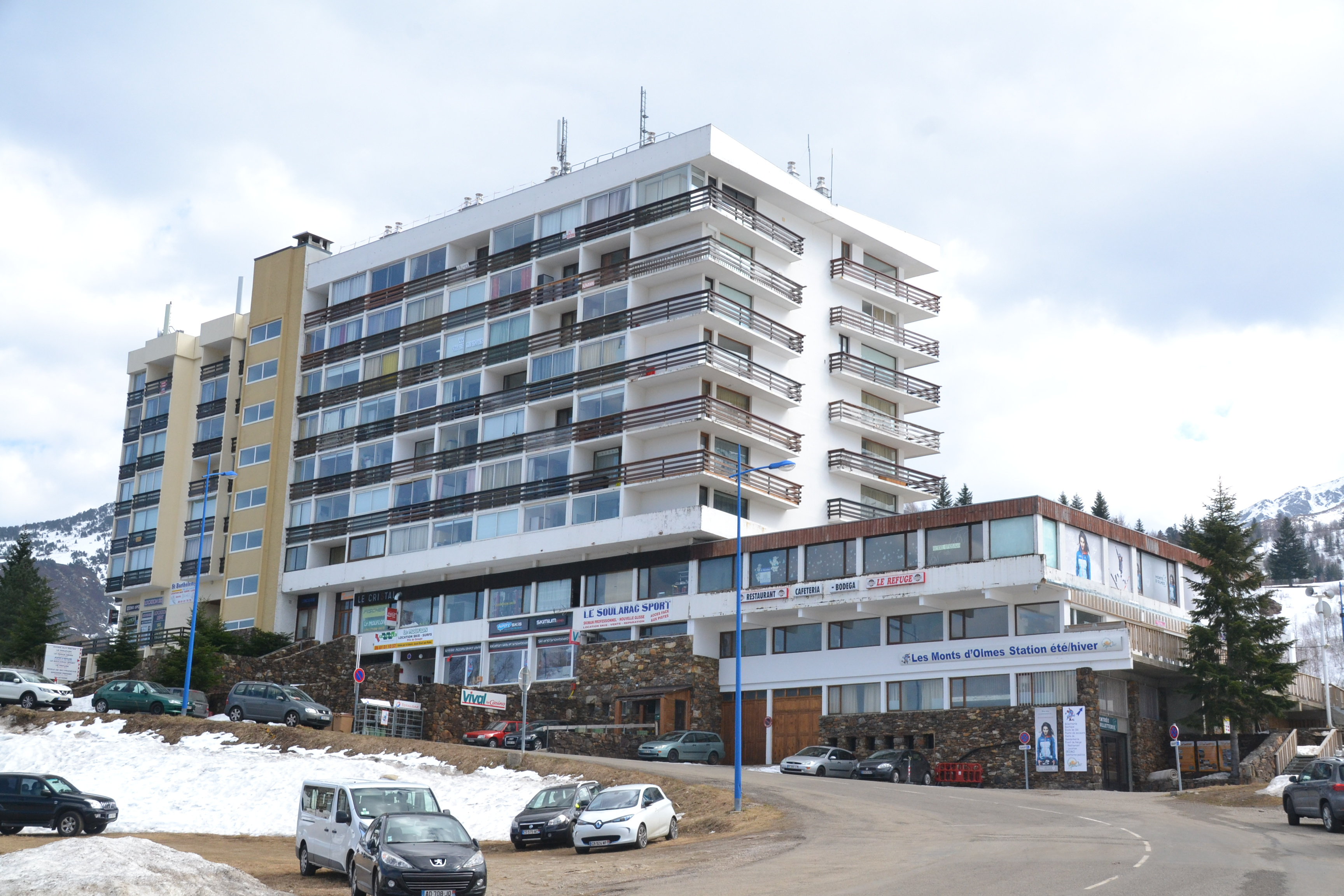
Le Cristal, immeuble principal de la station des Monts d'Olmes.

### Personnalités liées à la commune
- Alfred Maurice Cazaud (1893-1970), général de division, Compagnon de la Libération.

### Héraldique
| Blason | Blasonnement : D’azur à trois fusées d'or rangées en fasce (1697). |